# Torneo del Interior B 2022
El Torneo del Interior B 2022 fue la XVI edición de la segunda competencia de clubes del interior más importante de rugby en Argentina, luego del Torneo del Interior A.

## Equipos
Clasificados por los torneos:
- Córdoba
  - Tala Rugby Club	(quinto)
  - Córdoba Athletic Club (sexto)

- Torneo Regional del Litoral
  - Jockey Club de Rosario (quinto)
  - Old Resian (sexto)
  - C.R.A.I. (séptimo)

- Torneo Regional del Noroeste
  - Tucumán Lawn Tennis Club (quinto)
  - Club Natación y Gimnasia (sexto)
  - Old Lions (séptimo)

- Torneo Regional del Oeste
  - Los Tordos (tercero)
  - Liceo Mendoza (cuarto)

- Torneo Regional del Nordeste
  - Aranduroga (subcampeón)
  - Taraguy (tercero)

- Torneo Regional Pampeano
  - Sporting Club (subcampeón)
  - Club Sociedad Sportiva (tercero)
  - Los Cardos (cuarto)

- Torneo Regional Patagónico
  - Deportivo Portugués (campeón)
  - Jabalíes R.C. (Subcampeón)

## Repesca
|  | Final        |               |    |  |
|  | 27 de agosto |               |    |  |
|  |              |               |    |  |
|  | 1            | Jabalíes R.C. | 16 |  |
|  | 1            | Jabalíes R.C. | 16 |  |
|  | 2            | Liceo Mendoza | 37 |  |
|  | 2            | Liceo Mendoza | 37 |  |

## Fase de grupos
Zona 5
| Equipos             | Encuentros | Encuentros | Encuentros | Encuentros | Pts. Bonus | Pts. Bonus | Puntos |
| Equipos             | PJ         | PG         | PE         | PP         | OF         | DF         | Puntos |
| ------------------- | ---------- | ---------- | ---------- | ---------- | ---------- | ---------- | ------ |
| Old Resian          | 6          | 5          | 0          | 1          | 2          | 1          | 23     |
| Tucumán Lawn Tennis | 6          | 4          | 0          | 2          | 0          | 1          | 17     |
| Natación y Gimnasia | 6          | 3          | 0          | 3          | 2          | 1          | 15     |
| C.R.A.I.            | 6          | 0          | 0          | 6          | 0          | 1          | 1      |
Zona 6
| Equipos                | Encuentros | Encuentros | Encuentros | Encuentros | Pts. Bonus | Pts. Bonus | Puntos |
| Equipos                | PJ         | PG         | PE         | PP         | OF         | DF         | Puntos |
| ---------------------- | ---------- | ---------- | ---------- | ---------- | ---------- | ---------- | ------ |
| Córdoba A.C.           | 6          | 5          | 0          | 1          | 2          | 0          | 22     |
| Old Lions              | 6          | 4          | 0          | 2          | 1          | 0          | 17     |
| Sporting Club          | 6          | 2          | 1          | 3          | 0          | 1          | 11     |
| Club Sociedad Sportiva | 6          | 0          | 1          | 5          | 0          | 1          | 3      |
Zona 7
| Equipos             | Encuentros | Encuentros | Encuentros | Encuentros | Pts. Bonus | Pts. Bonus | Puntos |
| Equipos             | PJ         | PG         | PE         | PP         | OF         | DF         | Puntos |
| ------------------- | ---------- | ---------- | ---------- | ---------- | ---------- | ---------- | ------ |
| Tala R.C.           | 6          | 6          | 0          | 0          | 3          | 0          | 27     |
| Liceo Mendoza       | 6          | 4          | 0          | 2          | 3          | 0          | 19     |
| Los Cardos          | 6          | 2          | 0          | 4          | 2          | 1          | 11     |
| Deportivo Portugués | 6          | 0          | 0          | 6          | 0          | 0          | 0      |
Zona 8
| Equipos      | Encuentros | Encuentros | Encuentros | Encuentros | Pts. Bonus | Pts. Bonus | Puntos |
| Equipos      | PJ         | PG         | PE         | PP         | OF         | DF         | Puntos |
| ------------ | ---------- | ---------- | ---------- | ---------- | ---------- | ---------- | ------ |
| Marista R.C. | 6          | 6          | 0          | 0          | 6          | 0          | 30     |
| Los Tordos   | 6          | 4          | 0          | 2          | 4          | 0          | 20     |
| Taraguy      | 6          | 1          | 0          | 5          | 1          | 1          | 6      |
| Aranduroga   | 6          | 1          | 0          | 5          | 0          | 0          | 4      |

## Clasificados por el torneo del Interior A
CURNE
Jockey Club Córdoba
Mar del Plata
Teqüe Rugby Club

## Fase Final

### Cuadro de desarrollo
|  | Cuartos de final | Cuartos de final    | Cuartos de final |              |              | Semifinales   | Semifinales   | Semifinales   |  |           | Final          | Final          | Final          |  |
|  | 22 de octubre    | 22 de octubre       | 22 de octubre    |              |              | 29 de octubre | 29 de octubre | 29 de octubre |  |           | 5 de noviembre | 5 de noviembre | 5 de noviembre |  |
|  |                  |                     |                  |              |              |               |               |               |  |           |                |                |                |  |
|  |                  |                     |                  |              |              |               |               |               |  |           |                |                |                |  |
|  | 1                | Old Resian          | 31               |              |              |               |               |               |  |           |                |                |                |  |
|  | 1                | Old Resian          | 31               |              |              |               |               |               |  |           |                |                |                |  |
|  | 8                | CUNE                | 32               |              |              |               |               |               |  |           |                |                |                |  |
|  | 8                | CUNE                | 32               |              | CUNE         | CUNE          | 29            |               |  |           |                |                |                |  |
|  |                  |                     |                  |              | CUNE         | CUNE          | 29            |               |  |           |                |                |                |  |
|  |                  |                     | Tala R.C.        | Tala R.C.    | 45           |               |               |               |  |           |                |                |                |  |
|  | 5                | Tala R.C.           | Tala R.C.        | Tala R.C.    | 45           | 23            |               |               |  |           |                |                |                |  |
|  | 5                | Tala R.C.           |                  |              |              |               |               |               |  |           |                |                |                |  |
|  | 4                | Jockey Club Córdoba | 11               |              |              |               |               |               |  |           |                |                |                |  |
|  | 4                | Jockey Club Córdoba | 11               |              |              |               |               |               |  | Tala R.C. | Tala R.C.      | 31             |                |  |
|  |                  |                     |                  |              |              |               |               |               |  | Tala R.C. | Tala R.C.      | 31             |                |  |
|  |                  |                     | Marista R.C.     | Marista R.C. | 11           |               |               |               |  |           |                |                |                |  |
|  | 3                | Marista R.C.        | Marista R.C.     | Marista R.C. | 11           | 41            |               |               |  |           |                |                |                |  |
|  | 3                | Marista R.C.        |                  |              |              |               |               |               |  |           |                |                |                |  |
|  | 6                | Mar del Plata R.C.  | 14               |              |              |               |               |               |  |           |                |                |                |  |
|  | 6                | Mar del Plata R.C.  | 14               |              | Marista R.C. | Marista R.C.  | 33            |               |  |           |                |                |                |  |
|  |                  |                     |                  |              | Marista R.C. | Marista R.C.  | 33            |               |  |           |                |                |                |  |
|  |                  |                     | Córdoba A.C.     | Córdoba A.C. | 19           |               |               |               |  |           |                |                |                |  |
|  | 7                | Cordoba A.C.        | Córdoba A.C.     | Córdoba A.C. | 19           | 50            |               |               |  |           |                |                |                |  |
|  | 7                | Cordoba A.C.        |                  |              |              |               |               |               |  |           |                |                |                |  |
|  | 2                | Teque R.C.          | 8                |              |              |               |               |               |  |           |                |                |                |  |
|  | 2                | Teque R.C.          | 8                |              |              |               |               |               |  |           |                |                |                |  |
|  |                  |                     |                  |              |              |               |               |               |  |           |                |                |                |  |